# Capitaux de la SNCV dans la province de Liège
Pour les services passagers voir Lignes de tramway de la SNCV dans la province de Liège.
Capitaux de la Société nationale des chemins de fer vicinaux (SNCV) dans la province de Liège.

## Liste
- Ligne 714 (SNCV) Dolhain - Goe - Membach - Eupen (tableau 573) (capital 36) : 9,2 km uniquement à voie normale (1891-1963)
- Ligne 715 (SNCV) Waremme - Oreye (tableau 471) (capital 48) : 10,0 km (1892-1959)
- Ligne 717 (SNCV) Clavier - Warzée - Comblain-au-Pont (tableau 457) (capital 60) : 26,2 km, dont 13,5 km de voie à écartement mixte, voie normale et voie métrique, à quatre rails entre Comblain-au-Pont et Ouffet (1895-1958)
- Ligne 719 (SNCV) Liège - Barchon - Blegny - Warsage - Fouron-le-Comte (tableau 466) (capital 73) : 30,7 km (1898-1958*)

*La section Blegny Mine - Warsage a été exploitée par le charbonnage de Blegny jusqu'à sa fermeture en 1980 et touristiquement entre 1973 et 1991.
- Ligne 722 (SNCV) Statte - Wanze - Envoz - Bierwart - Burdinne - embranchement vers Meeffe - Ambresin - Hannut / embranchement vers Huccorgne - Vinalmont (tableaux 530 , 572) (capitaux 20, 117)
- Ligne 724 (SNCV) Spa - Heusy (tableau 578) (capital 165) : 16,8 km (1909-1952)
- Ligne 725 (SNCV) Warzée - Ougrée (tableau 468) (capital 164) : 21,1 km (1914-1947)
- Ligne 726 (SNCV) Lignes électriques d'Eupen (tableau 577) (capital 195) : (1906-1953)
- Ligne 727 (SNCV) Verviers - Dolhain - Baelen - Eupen (tableau 580) (capital 199) : (1931-1956)